# غريس فان باتن
غريس فـان باتن (بالإنجليزية: Grace Van Patten)‏ هي ممثلة أمريكية، ولدت في 21 نوفمبر 1996 في نيويورك في الولايات المتحدة.

## وصلات خارجية
- غريس فـان باتن على موقع IMDb (الإنجليزية)
- غريس فـان باتن على موقع ميتاكريتيك (الإنجليزية)
- غريس فـان باتن على موقع روتن توميتوز (الإنجليزية)
- غريس فـان باتن على موقع قاعدة بيانات الأفلام العربية
- غريس فـان باتن على موقع ألو سيني (الفرنسية)
- غريس فـان باتن على موقع تيرنر كلاسيك موفيز (الإنجليزية)
- غريس فـان باتن على موقع أول موفي (الإنجليزية)
- غريس فـان باتن على موقع ديسكوغز (الإنجليزية)
- غريس فـان باتن على موقع قاعدة بيانات الفيلم (الإنجليزية)
- غريس فـان باتن على موقع ليتربوكسد (الإنجليزية)